# Luren von Brudevælte

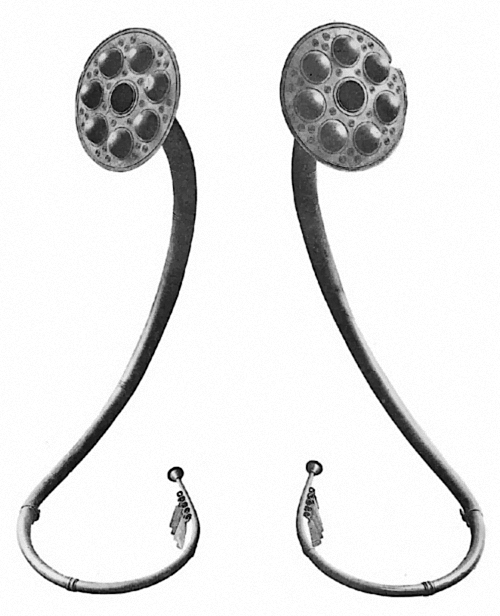
Bronzeluren von Brudevælte

Der Moorfund der Luren von Brudevælte, nördlich von Lynge auf der dänischen Insel Seeland, besteht aus sechs Luren, die so gut erhalten waren, dass sie noch spielbar waren.
Der dänische Archäologe Christian Jürgensen Thomsen (1788–1865) war der erste, der die bronzenen Instrumente, die bis dahin „Hörner“ genannt wurden, mit dem altnordischen Wort luðr (dänisch: Lur) bezeichnete.
1797 fand ein Bauer die drei Lurenpaare beim Torfgraben in dem heute trockengelegten Moor. Es war der erste, zugleich größte Lurenfund der Geschichte. Die Länge der Luren beträgt zwischen 1,5 und 2,2 m. Sie sind unterschiedlich gestimmt und entstanden etwa 800–700 v. Chr.
Die meisten Luren stammen aus Depotfunden. Darauf, dass sie große Bedeutung hatten, weisen nicht nur die Horte mit kultischem Hintergrund hin, sondern auch die häufige Darstellung von Lurenbläsern auf bronzezeitlichen Felsritzungen. Hierbei werden die Lurenbläser meist paarweise dargestellt. In der Regel wurden Luren auch paarweise gefunden. Ein Paar ist stets auf die gleiche Tonart gestimmt. Die Tonfolge ist auf die Naturtonleiter beschränkt, doch kann ein guter Bläser einen beachtlichen Tonumfang erzeugen. Der Klang der Luren ist kräftig und voll und eigenartig durchdringend, am ehesten den Tenor- und Bassposaunen ähnelnd. 
Die Luren bestehen aus einem mehrteiligen zusammengefügten, s-förmigen Rohr, der Klangplatte am oberen und dem Mundstück am unteren Ende. Luren wurden aus Bronze gegossen und zwar mit einer solchen Meisterschaft, dass es den Wissenschaftlern bis heute nicht so recht klar ist, wie man damals eine derart schwierige Gießtechnik mit solcher Perfektion zuwege brachte. 
Fünf der Luren von Brudevælte befinden sich im Nationalmuseum in Kopenhagen. Die sechste wurde 1845 dem russischen Zaren Nikolaj I. geschenkt.